# Chanchim

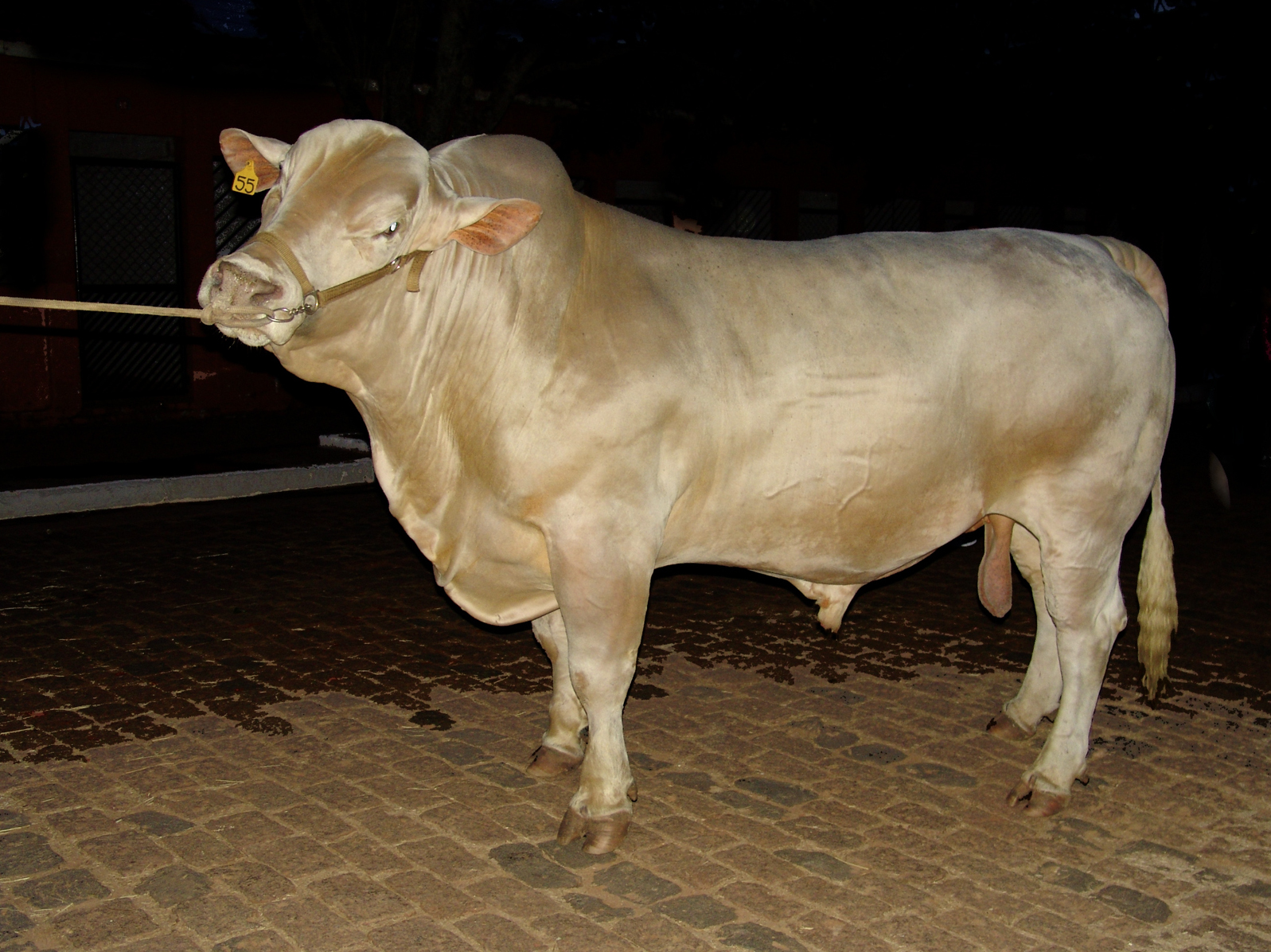
Un esemplare di toro Chanchim

Chanchim, o Canchim, è una razza bovina brasiliana.
Ha avuto origine nel Brasile centrale attraverso l'incrocio fra lo zebù (Bos taurus indicus), introdotto nel paese agli inizi del XX secolo, e la vacca (Bos taurus taurus) di razza Charolaise, introdotta in Brasile nel XVIII secolo: in particolare, possiede i 5/8 di geni di Charolais, ed i 3/8 di geni di zebù.
Nonostante sia meno produttiva delle razze vaccine comuni, il chanchim è molto più resistente al caldo, all'umidità ed alle malattie tropicali: questo ne fa un animale d'allevamento molto adatto ai climi del Brasile centrale.